# VM i curling 2008 (mænd)
| VM 2008 | VM 2008    |
| ------- | ---------- |
| Guld    | Canada     |
| Sølv    | Skotland   |
| Bronze  | Norge      |
| 4.      | Kina       |
| 5.      | Frankrig   |
| 6.      | Australien |
| 7.      | USA        |
| 8.      | Tyskland   |
| 9.      | Danmark    |
| 10.     | Sverige    |
| 11.     | Schweiz    |
| 12.     | Tjekkiet   |

Verdensmesterskabet i curling 2008 for mænd var det 50. VM i curling for mænd gennem tiden. Mesterskabet blev arrangeret af World Curling Federation og afviklet i Ralph Engelstad Arena i Grand Forks, North Dakota, USA i perioden 5. – 13. april 2008.
Ud over VM gjaldt mesterskabet også som det andet af tre kvalifikationsstævner til de olympiske vinterlege 2010 i Vancouver.
De tolv deltagende hold spillede først alle-mod-alle (round robin-kampe), hvilket gav elleve kampe til hvert hold. De fire bedste hold efter round robin-kampene gik videre til slutspillet om medaljer, der blev afgjort som et Page playoff.
Verdensmestre blev Canada, der sikkert havde vundet round-robin-runden med blot et nederlag (men det var meget overraskende til Kina) samt i den første playoff-kamp mod Skotland. Skotland vandt sølv efter ikke at have været i stand til at gentage sejren over Canada, da de to hold mødtes igen i finalen. Norge vandt bronze efter kun med nød og næppe at have kvalificeret sig til finalerunden. Kina var turneringens store positive oplevelse, da holdet som mesterskabsdebutant nåede slutspillet, hvor det dog måtte nøjes med fjerdepladsen. 
Danmark deltog i turneringen med et hold bestående af Johnny Frederiksen, Lars Vilandt, Bo Jensen, Ulrik Schmidt og reserve Mikkel Poulsen. Holdet skuffede ved blot at blive nummer ni efter sejre over Sverige, USA, Tjekkiet og Schweiz.

## Hold og deltagere
Mesterskabet havde deltagelse af tolv hold, otte fra Europa, to fra Stillehavsregionen (Østasien og Oceanien) og to fra Amerika.
- Fra Europa deltog de syv bedste hold fra EM 2007: Skotland, Norge, Danmark, Schweiz, Tyskland, Sverige og Frankrig. Den sidste plads blev besat af Tjekkiet, der endte som nr. 8 ved EM og som efterfølgende slog vinderen af B-EM, Irland, i to ekstra kvalifikationskampe.
- Fra Stillehavsregionen deltog Kina og Australien, der kvalificerede sig ved at besætte de to første pladser i Stillehavsmesterskabet i 2007.
- Fra Amerika deltog værtslandet USA og de forsvarende mestre fra Canada.

| Australien                                                                                      | Canada                                                                                       | Danmark                                                                                               | Frankrig                                                                                              |
| ----------------------------------------------------------------------------------------------- | -------------------------------------------------------------------------------------------- | --- | --- |
| Sydney Harbour CC                                                                               | Saville Sports Center                                                                        | Hvidovre CC                                                                                           | Chamonix CC                                                                                           |
| Fourth Ian Palangio Skip Hugh Millikin Second Sean Hall Lead Stephen Johns Reserve Steve Hewitt | Skip Kevin Martin Third John Morris Second Marc Kennedy Lead Ben Hebert Reserve Adam Enright | Skip Johnny Frederiksen Third Lars Vilandt Second Bo Jensen Lead Ulrik Schmidt Reserve Mikkel Poulsen | Skip Thomas Dufour Third Tony Angiboust Second Jan Ducroz Lead Richard Ducroz Reserve Raphael Mathieu |
| Kina                                                                                     | Norge | Schweiz                                                                                                   | Skotland                                                                                       |
| ---------------------------------------------------------------------------------------- | --- | --- | ---------------------------------------------------------------------------------------------- |
| Harbin CC                                                                                | Snarøen CK | CC St. Galler Bär                                                                                         | Lockerbie Ice Rink                                                                             |
| Skip Fengchun Wang Third Riu Liu Second Xiaoming Xu Lead Jialang Zang Reserve Dongyan Li | Skip Thomas Ulsrud Third Torger Nergård Second Christoffer Svae Lead Haavard Vad Petersson Reserve Thomas Due | Skip Claudio Pescia Third Patrick Hürlimann Second Pascal Sieber Lead Marco Battilana Reserve Toni Müller | Skip David Murdoch Third Graeme Connal Second Peter Smith Lead Euan Byers Reserve Peter Loudan |
| Sverige                                                                                              | Tjekkiet                                                                                               | Tyskland                                                                                          | USA                                                                                          |
| --- | --- | ------------------------------------------------------------------------------------------------- | -------------------------------------------------------------------------------------------- |
| Stocksunds CC                                                                                        | CK Brno                                                                                                | CC Füssen                                                                                         | St. Paul CC og Madison CC                                                                    |
| Skip Anders Kraupp Third Peder Folke Second Björn Brandberg Lead Anton Sandström Reserve Mats Nyberg | Skip Jiri Snitil Third Martin Snitil Second Jindrich Kitzberger Lead Marek Vydra Reserve Milos Hoferka | Skip Andreas Kapp Third Andreas Lang Second Holger Höhne Lead Andreas Kempf Reserve Felix Schulze | Skip Craig Brown Third Rich Ruohonen Second John Dunlop Lead Pete Annis Reserve Kevin Kakela |

## Resultater

### Round Robin

#### Dag 1, lørdag 5. april
| 1. spillerunde - 14:00 | 1. spillerunde - 14:00 |
| ---------------------- | ---------------------- |
| Norge - USA            | 6-8                    |
| Frankrig - Kina        | 7-2                    |
| Tyskland - Schweiz     | 9-8                    |
| Tjekkiet - Skotland    | 7-5                    |

| 2. spillerunde - 19:00 | 2. spillerunde - 19:00 |
| ---------------------- | ---------------------- |
| Schweiz - Frankrig     | 1-7                    |
| Sverige - Australien   | 6-5                    |
| Danmark - Canada       | 3-9                    |
| Tyskland - Kina        | 11-5                   |

#### Dag 2, søndag 6. april
| 3. spillerunde - 09:00 | 3. spillerunde - 09:00 |
| ---------------------- | ---------------------- |
| Skotland - Norge       | 10-6                   |
| Tjekkiet - USA         | 7-6                    |

| 4. spillerunde - 14:00 | 4. spillerunde - 14:00 |
| ---------------------- | ---------------------- |
| Australien - Danmark   | 10-7                   |
| Kina - Schweiz         | 7-5                    |
| Frankrig - Tyskland    | 5-8                    |
| Sverige - Canada       | 5-8                    |

| 5. spillerunde - 19:00 | 5. spillerunde - 19:00 |
| ---------------------- | ---------------------- |
| USA - Skotland         | 7-6                    |
| Danmark - Sverige      | 9-5                    |
| Canada - Australien    | 9-3                    |
| Norge - Tjekkiet       | 8-4                    |

#### Dag 3, mandag 7. april
| 6. spillerunde - 09:00 | 6. spillerunde - 09:00 |
| ---------------------- | ---------------------- |
| Tjekkiet - Tyskland    | 7-9                    |
| Skotland - Frankrig    | 5-4                    |
| Norge - Schweiz        | 9-8                    |
| USA - Kina             | 9-8                    |

| 7. spillerunde - 14:00 | 7. spillerunde - 14:00 |
| ---------------------- | ---------------------- |
| Frankrig - Canada      | 2-8                    |
| Tyskland - Australien  | 3-5                    |
| Kina - Danmark         | 8-5                    |
| Schweiz - Sverige      | 5-4                    |

| 8. spillerunde - 19:00 | 8. spillerunde - 19:00 |
| ---------------------- | ---------------------- |
| Sverige - Norge        | 5-7                    |
| Danmark - USA          | 7-6                    |
| Australien - Tjekkiet  | 8-5                    |
| Canada - Skotland      | 6-5                    |

#### Dag 4, tirsdag 8. april
| 9. spillerunde - 09:00 | 9. spillerunde - 09:00 |
| ---------------------- | ---------------------- |
| Australien - USA       | 6-4                    |
| Canada - Norge         | 9-8                    |
| Sverige - Skotland     | 7-11                   |
| Danmark - Tjekkiet     | 8-7                    |

| 10. spillerunde - 14:00 | 10. spillerunde - 14:00 |
| ----------------------- | ----------------------- |
| Skotland - Kina         | 8-2                     |
| Tjekkiet - Schweiz      | 7-8                     |
| USA - Frankrig          | 5-6                     |
| Norge - Tyskland        | 7-6                     |

| 11. spillerunde - 19:00 | 11. spillerunde - 19:00 |
| ----------------------- | ----------------------- |
| Schweiz - Danmark       | 4-7                     |
| Tyskland - Canada       | 4-9                     |
| Kina - Sverige          | 8-2                     |
| Frankrig - Australien   | 6-4                     |

#### Dag 5, onsdag 9. april
| 12. spillerunde - 09:00 | 12. spillerunde - 09:00 |
| ----------------------- | ----------------------- |
| Tyskland - Sverige      | 5-6                     |
| Frankrig - Danmark      | 7-4                     |
| Schweiz - Australien    | 6-7                     |
| Kina - Canada           | 6-5                     |

| 13. spillerunde - 14:00 | 13. spillerunde - 14:00 |
| ----------------------- | ----------------------- |
| Canada - Tjekkiet       | 6-1                     |
| Australien - Skotland   | 4-6                     |
| Danmark - Norge         | 3-7                     |
| Sverige - USA           | 6-8                     |

| 14. spillerunde - 19:00 | 14. spillerunde - 19:00 |
| ----------------------- | ----------------------- |
| Norge - Frankrig        | 6-4                     |
| USA - Tyskland          | 8-5                     |
| Tjekkiet - Kina         | 3-7                     |
| Skotland - Schweiz      | 6-4                     |

#### Dag 6, torsdag 10. april
| 15. spillerunde - 09:00 | 15. spillerunde - 09:00 |
| ----------------------- | ----------------------- |
| Kina - Australien       | 5-3                     |
| Schweiz - Canada        | 6-8                     |
| Frankrig - Sverige      | 5-7                     |
| Tyskland - Danmark      | 10-7                    |

| 16. spillerunde - 14:00 | 16. spillerunde - 14:00 |
| ----------------------- | ----------------------- |
| USA - Schweiz           | 7-8                     |
| Norge - Kina            | 7-8                     |
| Skotland - Tyskland     | 5-3                     |
| Tjekkiet - Frankrig     | 3-10                    |

| 17. spillerunde - 19:00 | 17. spillerunde - 19:00 |
| ----------------------- | ----------------------- |
| Danmark - Skotland      | 4-7                     |
| Sverige - Tjekkiet      | 8-6                     |
| Canada - USA            | 10-4                    |
| Australien - Norge      | 7-9                     |

#### Stillingen
| Plac. | Hold       | Sejre | Nederlag |
| ----- | ---------- | ----- | -------- |
| 1.    | Canada     | 10    | 1        |
| 2.    | Skotland   | 8     | 3        |
| 3.    | Kina       | 7     | 4        |
| 4.    | Norge      | 7     | 4        |
| 5.    | Frankrig   | 6     | 5        |
| 6.    | Australien | 5     | 6        |
| 7.    | USA        | 5     | 6        |
| 8.    | Tyskland   | 5     | 6        |
| 9.    | Danmark    | 4     | 7        |
| 10.   | Sverige    | 4     | 7        |
| 11.   | Schweiz    | 3     | 8        |
| 12.   | Tjekkiet   | 2     | 9        |

### Slutspil
| Playoff 3/4 | Playoff 3/4 | 1 | 2 | 3 | 4 | 5 | 6 | 7 | 8 | 9 | 10 | EE | Total |
| ----------- | ----------- | - | - | - | - | - | - | - | - | - | -- | -- | ----- |
| Kina        |             | 2 | 0 | 1 | 0 | 1 | 0 | 1 | 0 | 0 | X  | -  | 5     |
| Norge       |             | 0 | 3 | 0 | 2 | 0 | 2 | 0 | 0 | 0 | X  | -  | 7     |

| Playoff 1/2 | Playoff 1/2 | 1 | 2 | 3 | 4 | 5 | 6 | 7 | 8 | 9 | 10 | EE | Total |
| ----------- | ----------- | - | - | - | - | - | - | - | - | - | -- | -- | ----- |
| Skotland    |             | 0 | 0 | 2 | 0 | 0 | 2 | 1 | 0 | 1 | 1  | -  | 7     |
| Canada      |             | 0 | 3 | 0 | 3 | 0 | 0 | 0 | 0 | 0 | 0  | -  | 6     |

| Semifinale | Semifinale | 1 | 2 | 3 | 4 | 5 | 6 | 7 | 8 | 9 | 10 | EE | Total |
| ---------- | ---------- | - | - | - | - | - | - | - | - | - | -- | -- | ----- |
| Canada     |            | 2 | 0 | 2 | 0 | 0 | 0 | 0 | 1 | 0 | 0  | -  | 5     |
| Norge      |            | 0 | 1 | 0 | 0 | 0 | 0 | 1 | 0 | 1 | 1  | -  | 4     |

| Bronzekamp | Bronzekamp | 1 | 2 | 3 | 4 | 5 | 6 | 7 | 8 | 9 | 10 | EE | Total |
| ---------- | ---------- | - | - | - | - | - | - | - | - | - | -- | -- | ----- |
| Kina       |            | 0 | 0 | 0 | 0 | 2 | 0 | 0 | 1 | 0 | X  | -  | 3     |
| Norge      |            | 2 | 0 | 0 | 0 | 0 | 3 | 2 | 0 | 1 | X  | -  | 8     |

| Finale   | Finale | 1 | 2 | 3 | 4 | 5 | 6 | 7 | 8 | 9 | 10 | EE | Total |
| -------- | ------ | - | - | - | - | - | - | - | - | - | -- | -- | ----- |
| Skotland |        | 0 | 0 | 1 | 0 | 0 | 0 | 0 | 2 | 0 | X  |    | 3     |
| Canada   |        | 0 | 1 | 0 | 0 | 2 | 0 | 1 | 0 | 2 | X  |    | 6     |